# 恒藤敏彦
恒藤 敏彦（つねとう としひこ、1930年8月10日 - 2010年4月14日）は、日本の物理学者。京都大学名誉教授。

## 生涯
京都府京都市出身。父は法哲学者の恒藤恭。祖父は地質学者の恒藤規隆。兄弟に同志社大学法学部教授を務めた恒藤武二がいる。1953年京都大学理学部物理学科卒、1958年京都大学大学院理学研究科物理学専攻博士課程修了。理学博士（京都大学）。
1963年大阪大学理学部講師、1967年京都大学理学部助教授、1971年京都大学理学部教授。1994年京大定年退官、名誉教授、龍谷大学理工学部教授。

## 著書
- 『超伝導・超流動』現代物理学叢書（岩波書店、2001年）
- 『超伝導の探究』（岩波書店、1995年）
- 『弾性体と流体 物理入門コース8』（岩波書店、1983年）

### 訳書
- （レフ・ランダウ、エフゲニー・リフシッツ著）『場の古典論』「理論物理学教程」シリーズ第2巻（東京図書 1978年）
- （E・ブローダ著、市井三郎共訳）『ボルツマン 現代科学・哲学のパイオニア』（みすず書房　1957年、1979年新装版）
- （レフ・ランダウ、エフゲニー・リフシッツ著 水戸巌・廣重徹訳）『力学・場の理論』ランダウ＝リフシッツ物理学小教程（ちくま学芸文庫 2008年）